# Born a Lion
Born a Lion to pierwsza płyta długogrająca kanadyjskiej grupy Danko Jones.

## Lista utworów
1. "Play the Blues" – 2:51
2. "Lovercall" – 2:53
3. "Sound of Love" – 3:50
4. "Papa" – 3:14
5. "Soul on Ice" – 3:27
6. "Word is Bond" – 3:45
7. "Way to My Heart" – 3:12
8. "Caramel City" – 3:17
9. "Get Outta Town" – 1:56
10. "Suicide Woman" – 3:19
11. "Love is Unkind" – 4:16

## Utwory Bonusowe
1. "The Rules"
2. "My Time is Now"